# Anomodon acutifolius
Anomodon acutifolius là một loài Rêu trong họ Thuidiaceae. Loài này được Mitt. mô tả khoa học đầu tiên năm 1859.